# C-terminal

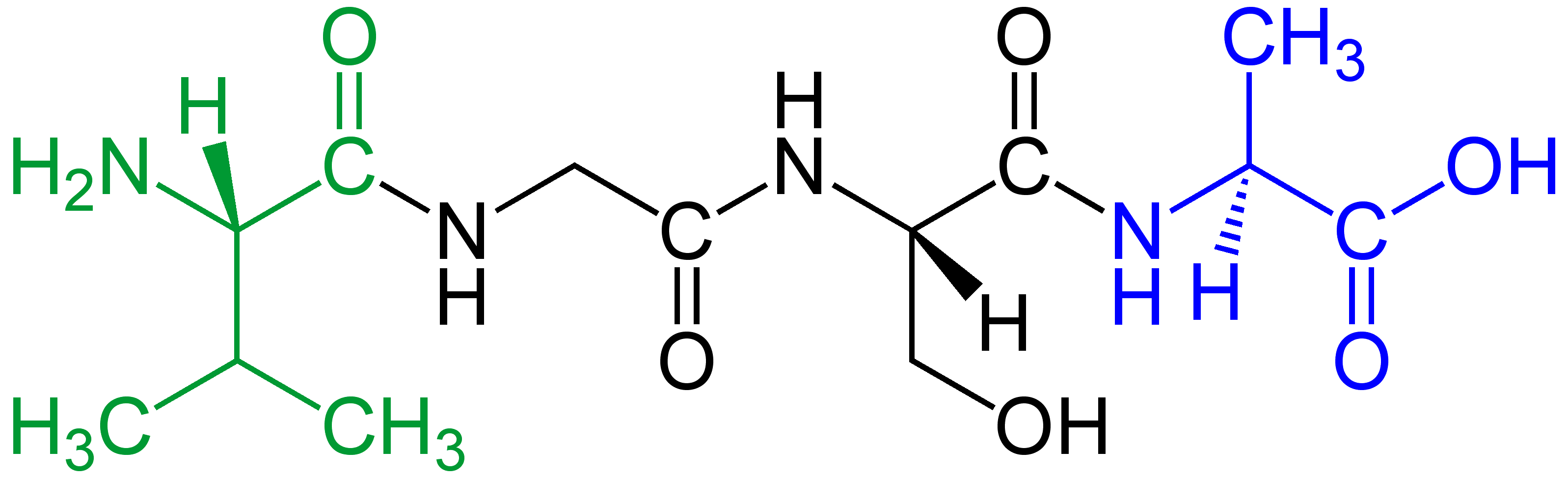
Strukturformel för en tetrapeptid (Val-Gly-Ser-Ala) med C-terminalen (alanin) markerad i blått och N-terminalen (valin) markerad i grönt.

En C-terminal är den högra änden av en peptidkedja eller protein som slutar med en aminosyra med en fri karboxylgrupp (-COOH). I exempelvis RNA-polymeras II har C-terminalen (CTD) speciella funktioner. Den motsatta änden kallas N-terminal. När ett protein syntetiseras skapas det från den N-terminala ändan till den C-terminala ändan.
Konventionen är att skriva aminosyrasekvensen för en peptid från N-terminalen till C-terminalen.